# Dies Janse
Dies Janse (* 17. Januar 2006 in Goes) ist ein niederländischer Fußballspieler.
Er spielt bei Ajax Amsterdam und ist ein Innenverteidiger. Zudem ist Janse ein Nachwuchsnationalspieler der Niederlande.

## Karriere

### Verein
Dies Janse spielte anfänglich bei VV Kloetinge und bei JVOZ, bevor er in die Jugendabteilung von Sparta Rotterdam wechselte. Von dort zog es ihn in die Akademie von Ajax Amsterdam. Am 25. August 2023 gab Janse bei der 2:4-Niederlage im Zweitligaspiel beim SC Cambuur sein Debüt für die zweite Mannschaft „Jong Ajax“. In der Folgezeit kam er zu weiteren Einsätzen für die Zweitvertretung des niederländischen Rekordmeisters, doch Spielpraxis sammelte er weiterhin in der U18.

### Nationalmannschaft
Dies Janse ist niederländischer Nachwuchsnationalspieler und als solcher kam er bisher für die Altersklassen U16, U17, U18 und U19 zum Einsatz. Mit der U19 nahm er an der Europameisterschaft 2019 teil und erreichte das Finale. 